# Whatever happens happens
『Whatever happens happens』（ワットヘバーハパンズハパンズ）は、日本のロックバンド・THE TON-UP MOTORSが2016年9月28日に発売したミニ・アルバムで活動休止前のラストアルバム。

## 概要
『KEEP ON STANDING!!』から1年8ヶ月ぶりのアルバム。

## 収録曲
作詞・作曲・編曲：上杉周大
1. TONight!
2. アイ・ビリーブ
3. スロウモーション
4. 青い季節
5. 冬将軍
6. Lovin' You Baby

## 初回限定盤のみ
THE TON-UP MOTORS LIVE at. SHIBUYA CLUB QUATTROライブCD
1. イントロダクション
2. ファイティングステップ
3. 右腕ファイヤー
4. 北海道ブギ
5. 準備OK
6. 不死身のこころ
7. バカ笑い大将
8. 歓びを唄う